# Ceviana

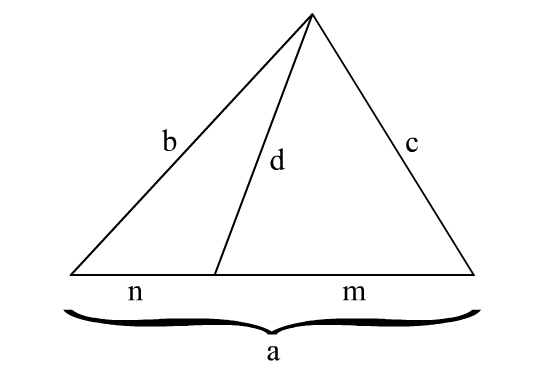
Triángulo con una ceviana d.

Ceviana es un segmento de recta que une un vértice de un triángulo con el lado opuesto a este. También se la conoce como transversal angular.
Se puede decir que la mediana, la altura y la bisectriz son cevianas o rectas notables de un triángulo.

El nombre de ceviana fue introducido por M.A. Poulain, que lo utilizó en honor de Giovanni Ceva, quien en 1678 había formulado el teorema que lleva su nombre, el teorema de Ceva, publicándolo en su artículo De lineis rectis se invicem secantibus statica constructio. Este teorema da la condición necesaria y suficiente para que tres cevianas se corten en un punto.